# 922 v.Chr.
Het jaar 922 v.Chr. is een jaartal volgens de christelijke jaartelling.

## Gebeurtenissen

### Palestina
- Het koninkrijk Juda wordt een vazalstaat van Egypte.

### Griekenland
- Koning Phorbas van Athene sterft na een regeringsperiode van 30 jaar, zijn zoon Megacles volgt hem op.

## Overleden
- Phorbas, koning van Athene